# One More for the Road - Mannheim
Albums de Supertramp
Slow Motion
(2002) 70-10 Tour
(2010)
One More For The Road - Mannheim est un disque pirate du groupe rock britannique Supertramp. Il reprend l'intégralité d'un concert donné en Allemagne le 7 juin 2002.

## Liste des Titres

### CD 1
1. "School" (Rick Davies, Roger Hodgson)
  - Lead vocals by Mark Hart & Rick Davies
2. "Slow Motion" (Rick Davies)
3. "Over You" (Rick Davies)
4. "Bloody Well Right" (Rick Davies, Roger Hodgson)
5. "Tenth Avenue Breakdown" (Rick Davies)
6. "Cannonball" (Rick Davies)
7. "Sooner or Later" (Rick Davies, Mark Hart)
  - Lead vocals by Mark Hart
8. "Free as a Bird" (Rick Davies)
9. "Downstream" (Rick Davies)
10. "Asylum" (Rick Davies, Roger Hodgson)
11. "Give A Little Bit" (Rick Davies, Roger Hodgson)
  - Lead vocals by Jesse Siebenberg

### CD 2
1. "From Now On" (Rick Davies, Roger Hodgson)
2. "Take The Long Way Home" (Rick Davies, Roger Hodgson)
  - Lead vocals by Mark Hart
3. "Another Man's Woman" (Rick Davies, Roger Hodgson)
4. "The Logical Song" (Rick Davies, Roger Hodgson)
  - Lead vocals by Mark Hart
5. "Goodbye Stranger" (Rick Davies, Roger Hodgson)
6. "Broken Hearted" (Rick Davies)
7. "Rudy" (Rick Davies, Roger Hodgson)
  - Lead vocals by Rick Davies & Mark Hart
8. "Crime of the Century" (Rick Davies, Roger Hodgson)

## Membres du groupe au moment de l'enregistrement
- Rick Davies - Piano, clavier, harmonica, chant
- John A. Helliwell - Saxophones, cuivres et chant
- Bob Siebenberg - Batterie
- Mark Hart - Claviers, guitares, piano et chant
- Carl Verheyen - Guitares, chœurs
- Cliff Hugo - Basse
- Jesse Siebenberg - Percussions, guitare acoustique, chœurs, chant